# Aharen-san wa Hakarenai
Aharen-san wa hakarenai (阿波連さんははかれない Aharen thật khó hiểu) là một bộ manga Nhật Bản được viết và minh họa bởi Mizu Asato. Bộ truyện được xuất bản trên tạp chí manga trực tuyến Shōnen Jump+ của công ty xuất bản Shueisha từ tháng 1 năm 2017 vào chủ nhật hàng tuần. Tính đến nay đã có tổng cộng 17 tập tankōbon được phát hành. Phiên bản anime chuyển thể được sản xuất bởi xưởng phim Felix Film lên sóng từ tháng 4 đến tháng 6 năm 2022; mùa thứ hai đã được công bố.

## Nhân vật
Aharen Reina (阿波連れいな)
Lồng tiếng bởi: Minase Inori
Raidō (ライドウ)
Lồng tiếng bởi: Terashima Takuma
Ōshiro Mitsuki (大城 みつき)
Lồng tiếng bởi: M.A.O
Tōbaru-sensei (桃原先生)
Lồng tiếng bởi: Hanazawa Kana
Ishikawa (石川)
Lồng tiếng bởi: Kakihara Tetsuya
Satō Hanako (佐藤 ハナコ)
Lồng tiếng bởi: Kusunoki Tomori
Miyahira-sensei (宮平先生)
Lồng tiếng bởi: Kozakai Yurie
Em gái của Raidō (ライドウ妹 Raidō Imōto)
Lồng tiếng bởi: Nagae Rika
Aharen Ren (阿波連れん)
Lồng tiếng bởi: Kuno Misaki
Em trai của Reina, học sinh tiểu học.
Aharen Eru (阿波連える)
Lồng tiếng bởi: Rina Hidaka
Em gái của Reina, học sinh cấp 2.
Atsushi (あつし)
Lồng tiếng bởi: Fujiwara Natsumi
Futaba (ふたば)
Lồng tiếng bởi: Sashide Maria

## Các chuyển thể

### Manga
| #  | Ngày phát hành Tiếng Nhật | ISBN Tiếng Nhật   |
| -- | ------------------------- | ----------------- |
| 1  | 4 tháng 8 năm 2017        | 978-4-08-881090-4 |
| 2  | 4 tháng 12 năm 2017       | 978-4-08-881301-1 |
| 3  | 4 tháng 4 năm 2018        | 978-4-08-881396-7 |
| 4  | 4 tháng 7 năm 2018        | 978-4-08-881525-1 |
| 5  | 2 tháng 11 năm 2018       | 978-4-08-881635-7 |
| 6  | 4 tháng 4 năm 2019        | 978-4-08-881805-4 |
| 7  | 2 tháng 8 năm 2019        | 978-4-08-882023-1 |
| 8  | 4 tháng 1 năm 2020        | 978-4-08-882181-8 |
| 9  | 13 tháng 5 năm 2020       | 978-4-08-882287-7 |
| 10 | 2 tháng 10 năm 2020       | 978-4-08-882434-5 |
| 11 | 4 tháng 3 năm 2021        | 978-4-08-882563-2 |
| 12 | 4 tháng 8 năm 2021        | 978-4-08-882737-7 |
| 13 | 4 tháng 4 năm 2022        | 978-4-08-883075-9 |
| 14 | 3 tháng 6 năm 2022        | 978-4-08-883124-4 |
| 15 | 4 tháng 10 năm 2022       | 978-4-08-883276-0 |
| 16 | 4 tháng 4 năm 2023        | 978-4-08-883466-5 |
| 17 | 4 tháng 8 năm 2023        | 978-4-08-883611-9 |

### Anime
Phiên bản anime chuyển thể được công bố vào ngày 31 tháng 7 năm 2021. Bộ anime được sản xuất bởi xưởng phim Felix Film và được đạo diễn bởi Makino Tomoe với Yamamoto Yasutaka là tổng đạo diễn, Yoshioka Takao giám sát kịch bản Yahiro Yūko thiết kế nhân vật. Kōsaki Satoru và MONACA phụ trách sáng tác nhạc. Bộ anime lên sóng từ ngày 4 tháng 4 đến 18 tháng 6 năm 2022. Bài hát mở đầu anime là "Hanarenai Kyori" (はなれない距離) thể hiện bởi TrySail, trong khi bài hát kết thúc phim có tên "Kyorikan" (キョリ感 ") thể hiện bởi HaKoniwalily. Crunchyroll công chiếu trực tuyến loạt phim bên ngoài khu vực châu Á.
Vào tháng 8 năm 2024, mùa thứ hai đã được công bố được thục hiện bởi dàn nhân sự cũ.

#### Danh sách tập
| TT. | Tiêu đề                                                                                           | Đạo diễn                    | Biên kịch      | Phân cảnh                         | Ngày phát hành gốc  |
| --- | ------------------------------------------------------------------------------------------------- | --------------------------- | -------------- | --------------------------------- | ------------------- |
| 1   | "Sao gần quá vậy?" Chuyển ngữ: "Chika Sugi ja ne?" (tiếng Nhật: 近すぎじゃね？)                   | Makino Tomoe                | Yoshioka Takao | Makino Tomoe                      | 2 tháng 4 năm 2022  |
| 2   | "Có ai theo đuôi cậu à?" Chuyển ngữ: "Tsukerareterun ja ne?" (tiếng Nhật: 尾行られてるんじゃね？) | Hamada Shō                  | Hisao Ayumu    | Yamamoto Saori                    | 9 tháng 4 năm 2022  |
| 3   | "Đổi chỗ ngồi sao?" Chuyển ngữ: "Sekigae ja ne?" (tiếng Nhật: 席替えじゃね？)                     | Andō Ken                    | Kotsukotsu     | Takamoto Yoshihiro                | 16 tháng 4 năm 2022 |
| 4   | "Nghiện dữ vậy?" Chuyển ngữ: "Hamari sugi ja ne?" (tiếng Nhật: ハマりすぎじゃね？)                | Outani Masahito             | Yoshioka Takao | Tsuji Hatsuki                     | 23 tháng 4 năm 2022 |
| 5   | "Béo lên quá vậy?" Chuyển ngữ: "Futori sugi ja ne?" (tiếng Nhật: 太りすぎじゃね？)                | Iida Yoshihisa              | Hisao Ayumu    | Iida Yoshihisa                    | 30 tháng 4 năm 2022 |
| 6   | "Bá đạo dữ vậy?" Chuyển ngữ: "Tsuyo sugi ja ne?" (tiếng Nhật: 強すぎじゃね？)                     | Yano Takanori               | Kotsukotsu     | Shikishima Hirohide               | 7 tháng 5 năm 2022  |
| 7   | "Nghệ thuật quá vậy?" Chuyển ngữ: "Geijutsu ja ne?" (tiếng Nhật: 芸術じゃね？)                    | Takamura Yūta               | Yoshioka Takao | Yamamoto Saori                    | 14 tháng 5 năm 2022 |
| 8   | "Lễ hội mùa hè đến rồi sao?" Chuyển ngữ: "Natsumatsuri ja ne" (tiếng Nhật: 夏祭りじゃね？)        | Andō Ken                    | Hisao Ayumu    | Makino Tomoe                      | 21 tháng 5 năm 2022 |
| 9   | "Bị cảm rồi sao?" Chuyển ngữ: "Kaze ja ne?" (tiếng Nhật: 夏祭りじゃね？)                          | Yamamoto Susumu             | Kotsukotsu     | Takamoto Yoshihiro                | 28 tháng 5 năm 2022 |
| 10  | "Đi cắm trại sao?" Chuyển ngữ: "Camp ja ne?" (tiếng Nhật: キャンプじゃね？)                       | Makino Tomoe, Yano Takanori | Yoshioka Takao | Yamamoto Yasutaka, Yamamoto Saori | 4 tháng 6 năm 2022  |
| 11  | "Tuyết sao?" Chuyển ngữ: "Yuki ja ne?" (tiếng Nhật: 雪じゃね？)                                   | Tamada Hiroshi              | Kotsukotsu     | Iida Yoshihisa                    | 11 tháng 6 năm 2022 |
| 12  | "Thách đấu sao?" Chuyển ngữ: "Hatashiai ja ne?" (tiếng Nhật: 果たし合いじゃね？)                  | Makino Tomoe, Murata Naoki  | Yoshioka Takao | Makino Tomoe                      | 18 tháng 6 năm 2022 |